# Atomaria linearis
Atomaria linearis là một loài bọ cánh cứng trong họ Cryptophagidae. Loài này được Stephens miêu tả khoa học năm 1830.

## Hình ảnh

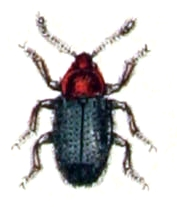
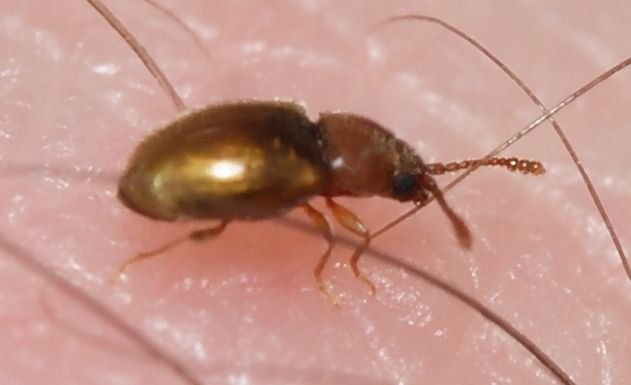